# Aeròdrom d'Igualada-Òdena General Vives
L'Aeròdrom Igualada - Òdena General Vives o simplement aeròdrom Igualada-Òdena està situat en terreny del municipi d'Òdena (Anoia) a uns 60 km de Barcelona. Disposa d'una pista d'aterratge d'asfalt de 900 metres i a 330 metres sobre el nivell del mar (1083 peus). L'aeròdrom porta el nom del general Pere Vives Vich, igualadí pioner en el camp de l'aeronàutica.
Té molt de trànsit d'aviació esportiva, en què operen el Club de Vol a Vela Igualada-Òdena, l'empresa Airbet, diverses escoles i clubs d'ultralleugers, així com una escola de pilots. A l'aeròdrom hi ha la seu i fàbrica d'Ultramagic, una empresa catalana fabricant de globus aerostàtics, segona del món i l'única d'Espanya de globus aerostàtics.
L'aeròdrom és la seu de la fira d'aeronàutica esportiva Aerosport que se celebra anualment des de 1993, organitzada per Fira d'Igualada. La fira inclou Ultralleugers, Vol a motor, Vol a vela, Motovelers, Acrobàcia, Paramotors, Helicòpters, Construcció amateur, Complements i accessoris aeronàutics, Escoles de pilots, Aeroclubs i un Mercat d'ocasió.

## Aeroport Corporatiu Empresarial
L'any 2009 el conseller d'Obres Públiques i Política Territorial, Joaquim Nadal, va anunciar la transformació de l'aeròdrom en l'Aeroport Corporatiu Empresarial, un aeroport d'aviació privada, amb avions amb capacitat per operar amb vols de curta, mitjana i llarga distància, majoritàriament a Europa i Espanya. Aquest projecte fou liderat per la Generalitat de Catalunya que buscava un emplaçament idoni per construir un aeroport empresarial que no estigués a més de 60 km de Barcelona. A més de l'aeroport el projecte preveu 210 hectàrees de sòl industrial.
El projecte d'aeroport corporatiu no ha progressat des del seu anunci fins al 2017. No obstant això el maig de 2017, en el marc de la 25a edició de la fira Aerosport, el govern de la Generalitat de Catalunya ha anunciat una inversió de 250.000 € per realitzar millores a l'aeròdrom d'Igualada-Òdena. Aquestes permetran complir la legislació vigent sobre aeròdroms d'ús restringit, suposant entre d'altres actuacions tornar a asfaltar i pintar la pista.

## Dades tècniques
41.584225 / 1.652800
1080 ft. / 330 m. ASL
FREQ: 123.175 MHz
RWY: 16/34 – 860×17 m.